# Longborough Festival Opera

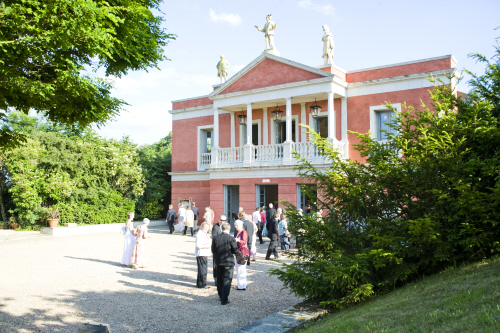

Die Longborough Festival Opera ist ein Opernfestival in Großbritannien. Seit 1991 werden jährlich im Juni und Juli in dem englischen Dorf Longborough im Norden von Gloucestershire wechselnde Opern aufgeführt.

## Geschichte
Das Festival entstand auf Initiative des Ehepaars Martin und Lizzie Graham. Zunächst veranstalteten sie ab 1991 unter der Bezeichnung Banks Fee Opera Konzerte im eigenen Haus mit wechselnden Gastensembles. Nach Umbau eines ehemaligen Stalls zu einem Opernhaus mit 500 Besucherplätzen und einem Orchestergraben nach Vorbild des Richard-Wagner-Festspielhauses in Bayreuth wurden 1998 erstmals unter dem Namen Longborough Festival Opera szenische Aufführungen aus Richard Wagners Ring-Zyklus in einer Bearbeitung von Jonathan Dove gezeigt. Nachdem 2007 erstmals mit Das Rheingold eine vollständige Oper dieses Zyklus gezeigt wurde, folgte im Jahr 2013 erstmals der gesamte Ring-Zyklus. Zu den auftretenden Schauspielern gehört u. a. Rachel Nicholls.
Derzeitiger Vorsitzender des Festivals ist Martin Graham, der Musikdirektor Anthony Negus und der künstlerische Leiter ist Alan Privett.

## Rezeption
Die Zeitschrift Opernwelt bescheinigt dem Festival eine „freundliche, informelle und kunstverrückte Atmosphäre“ in der Tradition von Glyndebourne. Besonders die Erstaufführung des vollständigen Opernzyklus Der Ring des Nibelungen stieß auf Begeisterung sowohl beim Publikum als auch bei Kritikern.